# المقداد السيوري
جمال الدين أبو عبد الله المقداد بن عبد الله بن محمد بن الحسين بن محمد السيوري الحلي الأسدي (ت. 826 هـ). هو رجل دين ومتكلِّم ومفسِّر وفقيه شيعي من أهل الحلَّة يعبر عنه أحياناً باسم الفاضل المقداد أو الفاضل السيوري، وهو من كبار متكلمي الشيعة الإماميَّة في القرن التاسع الهجري، وقد ولد في قرية سيور التابعة للحلَّة لأبٍ عربي، وأمٍ فارسية هي بنت ركن الدين محمد بن علي الجرجاني الغروي. واستوطن النجف، وتصدَّى فيها للرئاسة الدينيَّة، والمرجعيَّة العامَّة، والتأليف والتدريس. والمقداد السيوري موثق عند من ترجم له من الإماميَّة.(1)

## أساتذته ومشايخه
1. شمس الدين العاملي المشهور في الأوساط الشيعيَّة بالشهيد الأول، وكان السيوري من أشهر تلامذته والرواين عنه، وربطتهما علاقة وثيقة، وعمد السيوري لشرح بعض كتب شيخه.
2. المشهور في الأوساط الشيعيَّة بفخر المحققين.
3. ضياء الدين الأعرجي الحلي.

## تلامذته
- تاج الدين الحسن بن راشد الحلي.
- عبد الله الحلي.
- أحمد بن فهد الحلي.
- زين الدين علي بن الحسن بن علالة.
- عبد الملك بن إسحاق القمي الكاشاني.
- علي بن هلال الجزائري العراقي.
- محمّد بن الشجاع القطان الأنصاري الحلي.

## وفاته
توفي السيوري في السادس والعشرين من جمادى الآخرة 826 هـ في النجف، ودفن بمقبرة وادي السلام.

## مؤلفاته
من مؤلَّفاته المذكورة في ترجماته:
| - اللوامع الإلهية في المسائل الكلامية. - إرشاد الطالبين في شرح نهج المسترشدين. - كنز العرفان في فقه القرآن. - التنقيح الرائع من المختصر النافع. - النافع يوم الحشر في شرح الباب الحادي عشر. شرح على كتاب الباب الحادي عشر لابن المطهَّر الحلي. - نهاية المأمول في شرح مبادئ الأصول. - شرح ألفية الشهيد. - الأربعون حديثاً. - الأنوار الجلالية في شرح الفصول النصيرية. شرح على كتاب الفصول النصيرية لنصير الدين الطوسي. | - منهاج السداد في شرح الاعتقاد. - تجويد البراعة في شرح تجريد البلاغة. - آداب الحج. - تفسير مغمضات القرآن. - جامع الفوائد في تلخيص القواعد. - الأدعية الثلاثون. - السؤال والجواب. - مسألة في المتعة. |

## الهوامش
- 1 - المقداد السيوري موثَّق عند من ترجم له من الإماميَّة، ومنهم:

1. يوسف البحراني: «كان عالماً فاضلاً متكلماً».
2. الحر العاملي: «الشيخ جمال الدين المقداد السيوري الحلي الأسدي كان عالماً فاضلاً متكلّماً محقّقاً مدقّقاً».